# Herr Lehmann (roman)
Herr Lehmann (titre original : Herr Lehmann) est le titre du premier roman de Sven Regener, musicien, écrivain et scénariste allemand. Il raconte les aventures de Frank Lehmann, barman habitant à Berlin-Ouest, dont la vie tranquille est soudainement bouleversée, le jour de son trentième anniversaire, par la chute du Mur de Berlin. Publié en 2001 à Eichborn, le roman est traduit par Colette Kowalski avant de paraître en France en 2004, et se vend à plus d’un million d’exemplaires dans le monde . Il est par ailleurs adapté au cinéma en 2003 par le réalisateur allemand Leander Haußmann, sous le même titre, Herr Lehmann.

## Résumé
Frank Lehmann, barman dans un petit café du quartier Kreuzberg à Berlin-Ouest, mène une vie tout à fait tranquille. Il revendique en effet le droit à une vie simple, dépourvue d’ambitions et surtout de changement, qu’il passe entre son appartement d’une pièce et demie, son lieu de travail et les bars où l’on sert sa bière préférée.
Mais à l’automne 1989, à l’aube de ses 30 ans, une série d’évènements vient troubler la tranquillité si chère à Frank Lehmann. Ses amis se mettent à l’appeler ironiquement « Monsieur Lehmann », ses parents - qui ne s’étaient jusque-là jamais intéressés à Berlin - lui annoncent leur visite à l’occasion de son anniversaire, et enfin son histoire d’amour avec Katrin, cuisinière dans son café favori, tourne court. Il se voit en outre refuser l’entrée à la frontière entre Berlin-Ouest et Berlin-Est, et son meilleur ami Karl, barman comme lui et artiste, est victime d’une dépression nerveuse à la suite de l’annulation de l’une de ses expositions.
Le soir du 9 novembre 1989, jour de son anniversaire, Frank décide de tout oublier et sort noyer seul son désarroi dans la bière. C’est alors qu’il apprend la nouvelle : le Mur est ouvert, et les berlinois de l’Est se précipitent à l’Ouest. D’abord incapable de réagir, il commande une dernière bière puis franchit finalement la porte du bar pour affronter cette ultime épreuve, qui bouleversera non seulement son propre mode de vie, mais également celui d'une nation entière.

## Analyse et commentaire

### Contexte et thèmes abordés
Le roman dépeint l’atmosphère qui régnait dans le quartier populaire Kreuzberg, centre de la culture alternative à Berlin-Ouest durant les années 1980. Ce quartier, isolé par la construction du Mur de Berlin en 1961 et rattaché à la zone d’occupation américaine deviendra également le siège d’un intense mouvement de contestation sociale.
Par ailleurs, le roman aborde des thèmes sérieux tels que les relations entre allemands de l’Est et allemands de l’Ouest ou encore les conséquences de l’Histoire allemande sur la population. La principale particularité du roman est qu'il offre également un aperçu, à une échelle très réduite, du point de vue des allemands de l’Ouest sur les évènements de l’année 1989 , point de vue rarement adopté dans les œuvres traitant ce sujet.

### Technique narrative et personnage principal
Le roman adopte le point de vue interne du personnage principal, Frank Lehmann. Il s'agit d'un récit linéaire où le temps du récit est inférieur au temps de l'histoire. Il se caractérise également par la présence de nombreux dialogues et monologues intérieurs, rédigés dans un langage simple, souvent familier, et sur un ton humoristique.
Autre caractéristique, et bien qu’il ne s’agisse pas d’un roman autobiographique, certains parallèles peuvent être établis entre le personnage principal et l’auteur du roman:
- tous deux sont originaires de Brême,
- tous deux étaient âgés d’environ trente ans au moment de la rédaction du roman,
- tous deux étaient liés à des groupements communistes dans leur jeunesse,
- tous deux se sont installés à Berlin-Ouest [3].

## Critique et réception
Le roman a remporté un large succès en Allemagne. Il a par ailleurs été traduit en deux langues (anglais et français), et a été vendu à plus d’un million d’exemplaires . Le roman a été bien accueilli par la critique : il a ainsi été qualifié de « petite merveille » par Hellmuth Karasek, critique littéraire, journaliste et romancier allemand, et a également fait l’objet de critiques élogieuses de la part de célèbres journaux allemands tels que Der Spiegel ou encore Die Zeit .

## Récompenses
En 2009, le roman a obtenu le Prix allemand du meilleur livre audio (de) dans la catégorie « fictions ».
Il a par ailleurs reçu en 2002 le Prix littéraire international Corine dans la catégorie « prix littéraire Rolf Heyne » .

## Trilogie et adaptation cinématographique
Le roman forme une trilogie avec « Neue Vahr Süd » (de) et « Der kleine Bruder » (de), parus respectivement en 2004 et 2008, bien que leur intrigue se déroule avant celle développée dans « Herr Lehmann ».
En 2003, le roman fait l’objet d’une adaptation cinématographique réalisée par Leander Haußmann, avec Christian Ulmen dans le rôle de Frank Lehmann. En 2004, le film est nommé au Prix du film bavarois et au Festival du film européen de Bruxelles. La même année, il remporte deux « Lolas » d’or lors du Prix du film allemand, le premier pour le meilleur second rôle, interprété par Detlev Buck, et le second pour le meilleur scénario. Il est également récompensé lors du Festival du cinéma européen de Lecce .